# Списак епизода серије Ред и закон: Торонто
Ред и закон: Торонто (енгл. Law & Order Toronto: Criminal Intent) је канадска полицијско-процедурална правна драма чија премијера била 22. фебруара 2024. на Citytv-у. Заснована је на америчкој серији Ред и закон: Злочиначке намере
Серија Ред и закон: Торонто тренутно броји 2 сезону и 20 епизода.

## Преглед
| Сезона | Сезона | Епизода | Премијерно емитовање | Премијерно емитовање |
| Сезона | Сезона | Епизода | Почетак емитовања    | Завршетак емитовања  |
| ------ | ------ | ------- | -------------------- | -------------------- |
|        | 1      | 10      | 22. фебруар 2024.    | 16. мај 2024.        |
|        | 2      | 10      | 20. фебруар 2025.    | 15. мај 2025.        |
|        | 3      |         | 2026.                | 2026.                |

## Епизоде

### 1. сезона (2024)
| Бр. еп. (укупно) | Бр. еп. (у сезони) | Наслов               | Редитељ          | Сценариста                 | Премијера         | Гледаност у Канади (милиони) |
| --- | ------------------ | -------------------- | ---------------- | -------------------------- | ----------------- | ---------------------------- |
| 1 | 1                  | "Кључ двора"         | Холи Дејл        | Теси Камерон               | 22. фебруар 2024. | 1.10                         |
| Граф и Бејтменова истражују нестанак крипто улагача који је нестао на Онтаријском језеру заједно са стотинама милиона долара својих странака.                                      |                    |                      |                  |                            |                   |                              |
| 2 | 2                  | "Добри суседи"       | Питер Стебинс    | Сем Годфри                 | 29. фебруар 2024. | N/A                          |
| Пуцњава у стамбеној згради доводи Графа и Бејтменову до нерешеног случаја од пре 20 година који морају да реше како би ухватили убицу.                                             |                    |                      |                  |                            |                   |                              |
| 3 | 3                  | "Права Ив"           | Холи Дејл        | Џилијан Лок                | 7. март 2024.     | N/A                          |
| Када је вољена професорка уметности Ив Кинвуд убијена, екипа мора да употреби њену уметност да пронађе праву Ив и њеног убицу.                                                     |                    |                      |                  |                            |                   |                              |
| 4 | 4                  | "Опасна извештачица" | Дејвид Велингтон | Шери Вајт                  | 14. март 2024.    | N/A                          |
| Убод ножем на препуној транзитној стази баца детективе усред бурних избора за градоначелника док истражују убиство месне новинарке.                                                |                    |                      |                  |                            |                   |                              |
| 5 | 5                  | "Особа доброг срца"  | Судз Сатерленд   | Енмери Морес               | 21. март 2024.    | N/A                          |
| Када је убиство одведе довело Графа и Бејтменову до великог злочиначког синдиката, они морају да прођу кроз сложени лавиринт злочинаца и жртава да би пронашли убицу.              |                    |                      |                  |                            |                   |                              |
| 6 | 6                  | "Гирица и ајкула"    | Рејчел Литермен  | Обри Нилон                 | 11. април 2024.   | N/A                          |
| Смрт извршног директорке у великом ланцу прехрамбених производа шаље детективе у окрутни посао продаје хране и корпоративну корупцију.                                             |                    |                      |                  |                            |                   |                              |
| 7 | 7                  | "Звук тишине"        | Винифред Џонг    | Теси Камерон и Ноел Карбон | 18. април 2024.   | N/A                          |
| Откриће посмртних остатака младе жене води детективе на отровно радно место са којег је неоправдано отпуштена.                                                                     |                    |                      |                  |                            |                   |                              |
| 8 | 8                  | "Мушко је мушко"     | Дејвид Стрејтон  | Ноел Карбон и Енмери Морес | 2. мај 2024.      | N/A                          |
| Када је месна хокејашка звезда пронађен мртав на леду, Граф и Бејтменова морају да разреше бруку која је довела до удаљења звезде са утакмица само неколико дана пре његове смрти. |                    |                      |                  |                            |                   |                              |
| 9 | 9                  | "Три тачке"          | Холи Дејл        | Теси Камерон               | 9. мај 2024.      | N/A                          |
| Смрт истакнутог репера који је постао продуцент шаље Графа и Бејтменову на траг помахниталог низног убице који је на слободи у граду.                                              |                    |                      |                  |                            |                   |                              |
| 10 | 10                 | "Ћорсокак"           | Шерон Луис       | Сем Годфри и Џилијан Лок   | 16. мај 2024.     | N/A                          |
| Суседи угледне бранитељке постају главни осумњичени за њено убиство. |                    |                      |                  |                            |                   |                              |

### 2. сезона (2025)
| Бр. еп. (укупно) | Бр. еп. (у сезони) | Наслов                         | Редитељ          | Сценариста                  | Премијера         | Гледаност у Канади (милиони) |
| --- | ------------------ | ------------------------------ | ---------------- | --------------------------- | ----------------- | ---------------------------- |
| 11 | 1                  | "Град Беле веверице"           | Питер Стебинс    | Теси Камерон                | 20. фебруар 2025. | N/A                          |
| Када је човек без смештаја избоден на смрт у парку у центру града, Граф и Бејтменова су позвани да истраже док се пажња усмерава на његове различите комшије.                                       |                    |                                |                  |                             |                   |                              |
| 12 | 2                  | "Дигитални кармин"             | Дејвид Велингтон | Џилијан Лок                 | 27. фебруар 2025. | N/A                          |
| Када је "најлепши човек" у граду убијен у парку, Холнесова се заклиње да ће добити правду, поготово пошто је утврђено да је убиство део веће завере.                                                |                    |                                |                  |                             |                   |                              |
| 13 | 3                  | "Будалино злато"               | Винифред Џонг    | Сем Годфри                  | 6. март 2025.     | N/A                          |
| Када је аеродромски радник пронађен мртав након наводног самоубиства, Граф и Бејтменова брзо закључују да је убијен и да може бити одговоран за сопствени злочин.                                   |                    |                                |                  |                             |                   |                              |
| 14 | 4                  | "Крмкова шупљина"              | Садз Сатерленд   | Обри Нилон                  | 13. март 2025.    | N/A                          |
| Екипа је позвана да истражи када је млада жена убијена у свом дому у Крмковој шупљини и они откривају тајну скривену у кући и у полицијској управи.                                                 |                    |                                |                  |                             |                   |                              |
| 15 | 5                  | "Колико вреди образ"           | Шерон Луис       | Стивен Кокрејн              | 3. април 2025.    | N/A                          |
| Омиљени пар је убијен у свом пословном простору, а док сви трагови указују на пљачку, Граф и Бејтменова убрзо откривају да је убиство било циљани напад.                                            |                    |                                |                  |                             |                   |                              |
| 16 | 6                  | "Људи за једнократну употребу" | Питер Стебинс    | Сенека Арон                 | 10. април 2025.   | N/A                          |
| Смрт робијаша одводи Графа и Бејтменову у притворски центар са максималним обезбеђењем да истраже случај.                                                                                           |                    |                                |                  |                             |                   |                              |
| 17 | 7                  | "Човек на стадиону"            | Садз Сатерленд   | Сем Годфри                  | 17. април 2025.   | N/A                          |
| Граф и Бејтменова су позвани у Роџерс центар када се познати канадски стендап срушио и умро током пробе на сцени.                                                                                   |                    |                                |                  |                             |                   |                              |
| 18 | 8                  | "Канадски сан"                 | Клои Робишо      | Теси Камерон и Рори Дајмонд | 1. мај 2025.      | N/A                          |
| Граф и Бејтменова истражују случај када је истакнути директор технолошког друштва убијен из ватреног оружја на паркингу заједно са несрећним младим достављачем који је случајно пролазио бициклом. |                    |                                |                  |                             |                   |                              |
| 19 | 9                  | "Горка таблета"                | Ренука Џејапалан | Сенека Арон и Џилијан Лок   | 8. мај 2025.      | TBD                          |
| Када су милијардер и извршни директор фармацеутске компаније и његова супруга филантропкиња пронађени мртви у свом дому, Граф и Бејтменова су позвани да истраже.                                   |                    |                                |                  |                             |                   |                              |
| 20 | 10                 | "Танго Ромео"                  | Дејвид Велингтон | Теси Камерон                | 15. мај 2025.     | TBD                          |
| Граф и Бејтменова истражују смрт наизглед неупадљивог туристичког агента средњих година када је пронађен мртав испред своје двоспратне куће у Мимику.                                               |                    |                                |                  |                             |                   |                              |